# FA Cup 1913/14

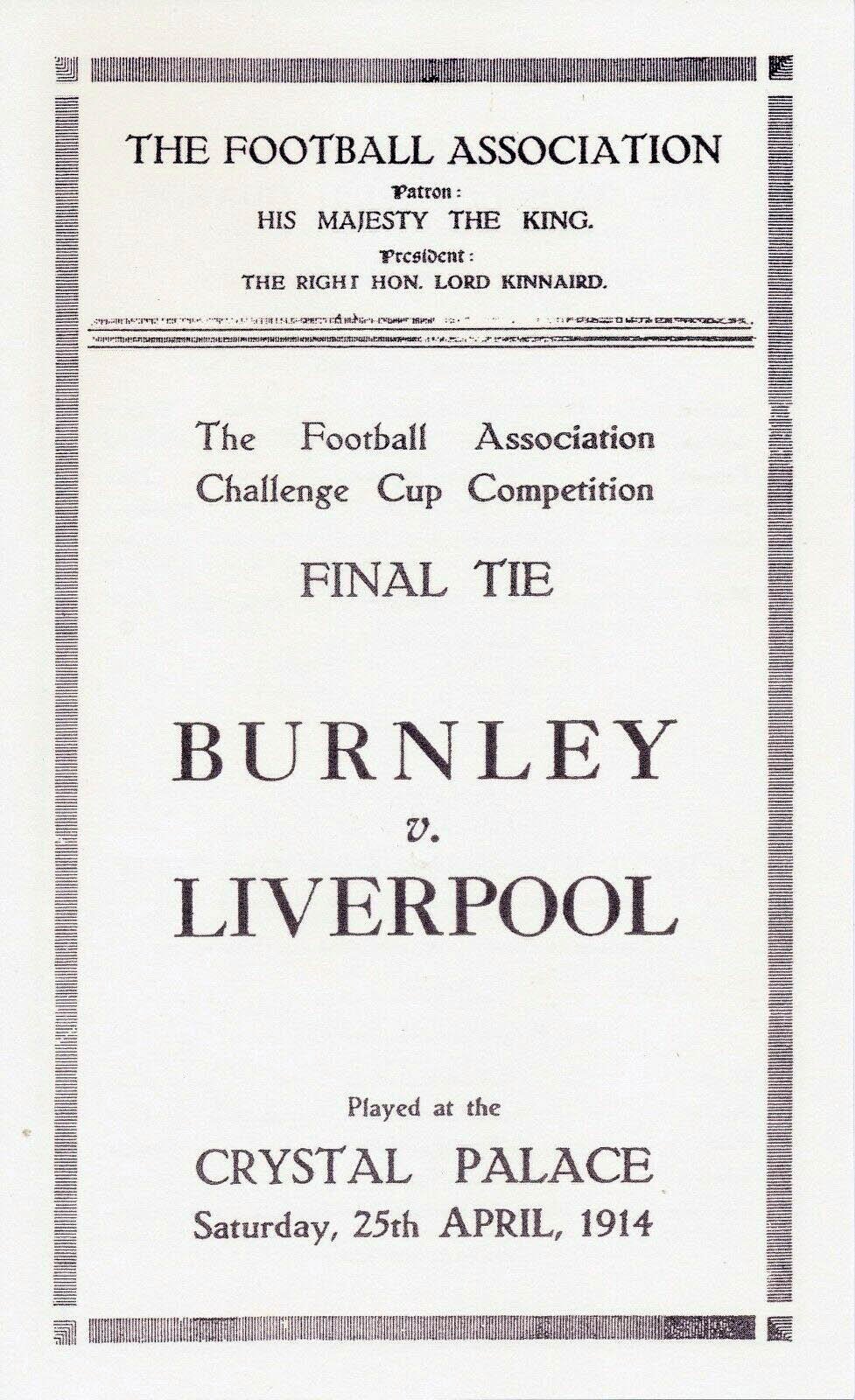
Das Spielprogamm des FA-Cup-Finals von 1914.

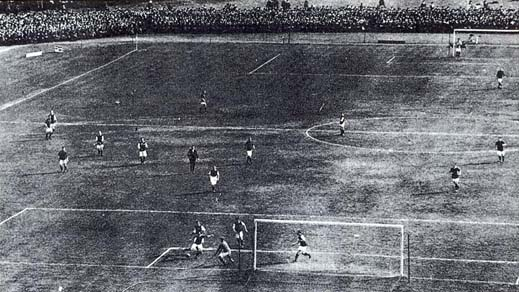
Spielszene aus dem Pokalfinale von 1914.

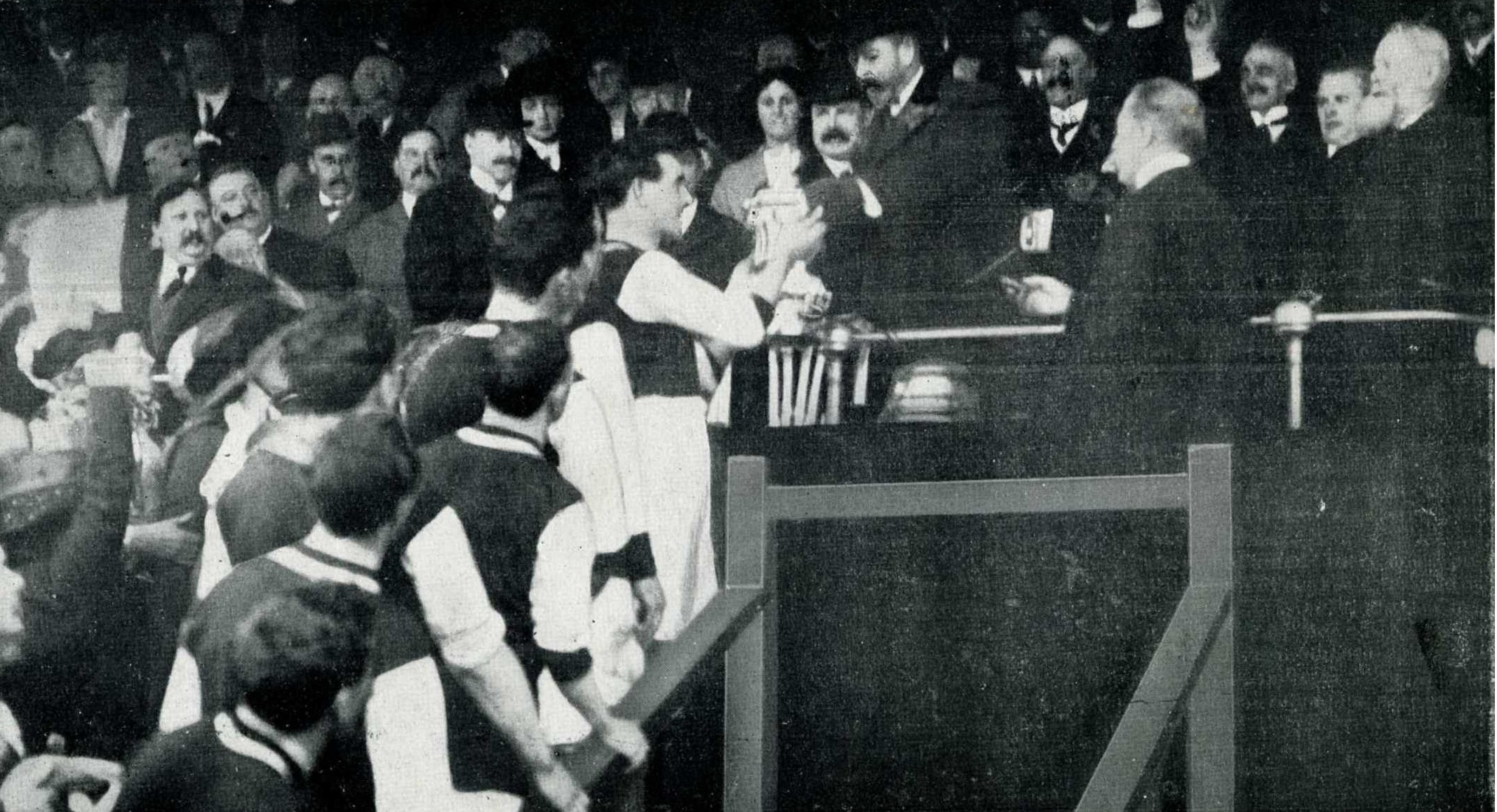
Die Übergabe des Pokals durch Georg V.

Der FA Cup 1913/14 war die 43. Austragung des The Football Association Challenge Cup (meist als FA Cup bekannt).
Der Pokalwettbewerb startete mit der Qualifikation zwischen dem 13. September 1913 und dem 22. Dezember 1913. Die Hauptrunde begann anschließend ab dem 10. Januar 1914 und endete mit dem Finale im Crystal Palace in London am 25. April 1914 vor einer Kulisse von offiziell 72.778 Zuschauern. Sieger des Wettbewerbs wurde zum ersten Mal der FC Burnley. Unterlegener Finalist war der FC Liverpool.

## Wettbewerb

### Erste Hauptrunde
| Datum           |                         | Ergebnis |                        |
| --------------- | ----------------------- | -------- | ---------------------- |
| 10. Januar 1914 | Aston Villa             | 4:0      | FC Stoke               |
| 10. Januar 1914 | Birmingham City         | 2:1      | Southend United        |
| 10. Januar 1914 | Blackburn Rovers        | 3:0      | FC Middlesbrough       |
| 10. Januar 1914 | Bolton Wanderers        | 3:0      | Port Vale              |
| 10. Januar 1914 | Bradford City           | 2:0      | Woolwich Arsenal       |
| 10. Januar 1914 | Bradford Park Avenue    | 5:1      | FC Reading             |
| 10. Januar 1914 | FC Burnley              | 3:1      | FC South Shields       |
| 10. Januar 1914 | Clapton Orient          | 2:2      | Nottingham Forest      |
| 10. Januar 1914 | Crystal Palace          | 2:1      | Norwich City           |
| 10. Januar 1914 | Derby County            | 1:0      | Northampton Town       |
| 10. Januar 1914 | FC Gillingham           | 1:0      | FC Blackpool           |
| 10. Januar 1914 | FC Glossop              | 2:1      | FC Everton             |
| 10. Januar 1914 | Huddersfield Town       | 3:0      | London Caledonians     |
| 10. Januar 1914 | Hull City               | 0:0      | FC Bury                |
| 10. Januar 1914 | Leeds City              | 4:2      | Gainsborough Trinity   |
| 10. Januar 1914 | Leicester Fosse         | 5:5      | Tottenham Hotspur      |
| 10. Januar 1914 | FC Liverpool            | 1:1      | FC Barnsley            |
| 10. Januar 1914 | Manchester City         | 2:0      | FC Fulham              |
| 10. Januar 1914 | FC Millwall             | 0:0      | FC Chelsea             |
| 10. Januar 1914 | Newcastle United        | 0:5      | Sheffield United       |
| 10. Januar 1914 | Oldham Athletic         | 1:1      | Brighton & Hove Albion |
| 10. Januar 1914 | Plymouth Argyle         | 4:1      | Lincoln City           |
| 10. Januar 1914 | FC Portsmouth           | 0:4      | Exeter City            |
| 10. Januar 1914 | Preston North End       | 5:2      | Bristol Rovers         |
| 10. Januar 1914 | Queens Park Rangers     | 2:2      | Bristol City           |
| 10. Januar 1914 | The Wednesday           | 3:2      | Notts County           |
| 10. Januar 1914 | AFC Sunderland          | 9:0      | FC Chatham             |
| 10. Januar 1914 | Swansea Town            | 2:0      | Merthyr Town           |
| 10. Januar 1914 | Swindon Town            | 1:0      | Manchester United      |
| 10. Januar 1914 | West Bromwich Albion    | 2:0      | Grimsby Town           |
| 10. Januar 1914 | West Ham United         | 8:1      | FC Chesterfield        |
| 10. Januar 1914 | Wolverhampton Wanderers | 3:0      | FC Southampton         |

#### Wiederholungsspiele
| Datum           |                        | Ergebnis |                     |
| --------------- | ---------------------- | -------- | ------------------- |
| 14. Januar 1914 | FC Barnsley            | 0:1      | FC Liverpool        |
| 14. Januar 1914 | Brighton & Hove Albion | 1:0      | Oldham Athletic     |
| 14. Januar 1914 | Bristol City           | 0:2      | Queens Park Rangers |
| 14. Januar 1914 | FC Bury                | 2:1      | Hull City           |
| 14. Januar 1914 | FC Chelsea             | 0:1      | FC Millwall         |
| 14. Januar 1914 | Nottingham Forest      | 0:1      | Clapton Orient      |
| 15. Januar 1914 | Tottenham Hotspur      | 2:0      | Leicester Fosse     |

### Zweite Hauptrunde
| Datum           |                         | Ergebnis |                      |
| --------------- | ----------------------- | -------- | -------------------- |
| 31. Januar 1914 | Birmingham City         | 1:0      | Huddersfield Town    |
| 31. Januar 1914 | Blackburn Rovers        | 2:0      | FC Bury              |
| 31. Januar 1914 | Bolton Wanderers        | 4:2      | Swindon Town         |
| 31. Januar 1914 | Brighton & Hove Albion  | 3:1      | Clapton Orient       |
| 31. Januar 1914 | FC Burnley              | 3:2      | Derby County         |
| 31. Januar 1914 | Exeter City             | 1:2      | Aston Villa          |
| 31. Januar 1914 | FC Glossop              | 0:1      | Preston North End    |
| 31. Januar 1914 | Leeds City              | 0:2      | West Bromwich Albion |
| 31. Januar 1914 | FC Liverpool            | 2:0      | FC Gillingham        |
| 31. Januar 1914 | Manchester City         | 2:1      | Tottenham Hotspur    |
| 31. Januar 1914 | FC Millwall             | 1:0      | Bradford City        |
| 31. Januar 1914 | Sheffield United        | 3:1      | Bradford Park Avenue |
| 31. Januar 1914 | AFC Sunderland          | 2:1      | Plymouth Argyle      |
| 31. Januar 1914 | Swansea Town            | 1:2      | Queens Park Rangers  |
| 31. Januar 1914 | West Ham United         | 2:0      | Crystal Palace       |
| 31. Januar 1914 | Wolverhampton Wanderers | 1:1      | The Wednesday        |

#### Wiederholungsspiel
| Datum           |               | Ergebnis |                         |
| --------------- | ------------- | -------- | ----------------------- |
| 4. Februar 1914 | The Wednesday | 1:0      | Wolverhampton Wanderers |

### Dritte Hauptrunde
| Datum            |                  | Ergebnis |                        |
| ---------------- | ---------------- | -------- | ---------------------- |
| 21. Februar 1914 | Aston Villa      | 2:1      | West Bromwich Albion   |
| 21. Februar 1914 | Birmingham City  | 1:2      | Queens Park Rangers    |
| 21. Februar 1914 | Blackburn Rovers | 1:2      | Manchester City        |
| 21. Februar 1914 | FC Burnley       | 3:0      | Bolton Wanderers       |
| 21. Februar 1914 | FC Millwall      | 0:4      | Sheffield United       |
| 21. Februar 1914 | The Wednesday    | 3:0      | Brighton & Hove Albion |
| 21. Februar 1914 | AFC Sunderland   | 2:0      | Preston North End      |
| 21. Februar 1914 | West Ham United  | 1:1      | FC Liverpool           |

#### Wiederholungsspiel
| Datum            |              | Ergebnis |                 |
| ---------------- | ------------ | -------- | --------------- |
| 25. Februar 1914 | FC Liverpool | 5:1      | West Ham United |

### Vierte Hauptrunde
| Datum        |                 | Ergebnis |                     |
| ------------ | --------------- | -------- | ------------------- |
| 7. März 1914 | FC Liverpool    | 2:1      | Queens Park Rangers |
| 7. März 1914 | Manchester City | 0:0      | Sheffield United    |
| 7. März 1914 | The Wednesday   | 0:1      | Aston Villa         |
| 7. März 1914 | AFC Sunderland  | 0:0      | Burnley             |

#### Wiederholungsspiele
| Datum         |                  | Ergebnis |                 |
| ------------- | ---------------- | -------- | --------------- |
| 11. März 1914 | FC Burnley       | 2:1      | AFC Sunderland  |
| 12. März 1914 | Sheffield United | 0:0      | Manchester City |
| 16. März 1914 | Sheffield United | 1:0      | Manchester City |

### Halbfinale
Die ersten beiden Spiele wurden am 28. März 1914 und das Wiederholungsspiel am 1. April 1914 ausgetragen.
|              | Ergebnis |                  | Ort        |
| ------------ | -------- | ---------------- | ---------- |
| FC Liverpool | 2:0      | Aston Villa      | London     |
| FC Burnley   | 0:0      | Sheffield United | Manchester |

#### Wiederholungsspiele
|            | Ergebnis |                  | Ort       |
| ---------- | -------- | ---------------- | --------- |
| FC Burnley | 1:0      | Sheffield United | Liverpool |

### Finale
| FC Burnley                                         | FC Burnley | FC Liverpool | FC Liverpool |
| -------------------------------------------------- | --- | --- | ------------ |
| FC Burnley                                         | \| Finale \| \| Samstag, 25. April 1914 in London (Crystal Palace) \| \| Ergebnis: 1:0 (0:0) \| \| Zuschauer: 72.778 \| \| Schiedsrichter: Herbert Bamlett \| \| Spielbericht \|          | \| Finale \| \| Samstag, 25. April 1914 in London (Crystal Palace) \| \| Ergebnis: 1:0 (0:0) \| \| Zuschauer: 72.778 \| \| Schiedsrichter: Herbert Bamlett \| \| Spielbericht \|                    | FC Liverpool |
| FC Burnley                                         | Ronnie Sewell – Tom Bamford, David Taylor – George Halley, Tommy Boyle, Billy Watson – Billy Nesbitt, Dick Lindley, Bert Freeman, Teddy Hodgson, Eddie Mosscrop Cheftrainer: John Haworth | Kenny Campbell – Ephraim Longworth, Bob Pursell – Thomas Fairfoul, Robert Ferguson, Donald McKinlay – Jackie Sheldon, Tom Miller, Arthur Metcalf, Jimmy Nicholl, Bill Lacey Cheftrainer: Tom Watson | FC Liverpool |
| FC Burnley                                         | 1:0 Bert Freeman (57.) | | FC Liverpool |
| Finale                                             | | |              |
| Samstag, 25. April 1914 in London (Crystal Palace) | | |              |
| Ergebnis: 1:0 (0:0)                                | | |              |
| Zuschauer: 72.778                                  | | |              |
| Schiedsrichter: Herbert Bamlett                    | | |              |
| Spielbericht                                       | | |              |